# جسپر جانز
جسپر جانز (به انگلیسی: Jasper Johns) (زادهٔ ۱۵ مهٔ ۱۹۳۰) نقاش آمریکایی است که بیشتر با جنبش هنر عامه مرتبط دانسته می‌شود. از آثار شناخته شدهٔ او می‌توان به مجموعهٔ تابلوهای پرچم آمریکا اشاره کرد.
جسپر جانز در آثارش از عناصر زندگی روزمره استفاده می‌کند. او در بیش از پنج دهه فعالیت هنری، آثار بسیاری را در فرم چاپ دستی خلق کرده‌است. اعداد، حروف، انواع قوطی‌ها و اشیائی که ذهن انسان با آن‌ها آشناست، در آثار جانز مشاهده می‌شوند. جانز تاکنون برندهٔ چندین جایزه شده‌است. او نشان افتخار آزادی رئیس‌جمهوری را در سال ۲۰۱۱ دریافت کرد.